# Altavoz inteligente

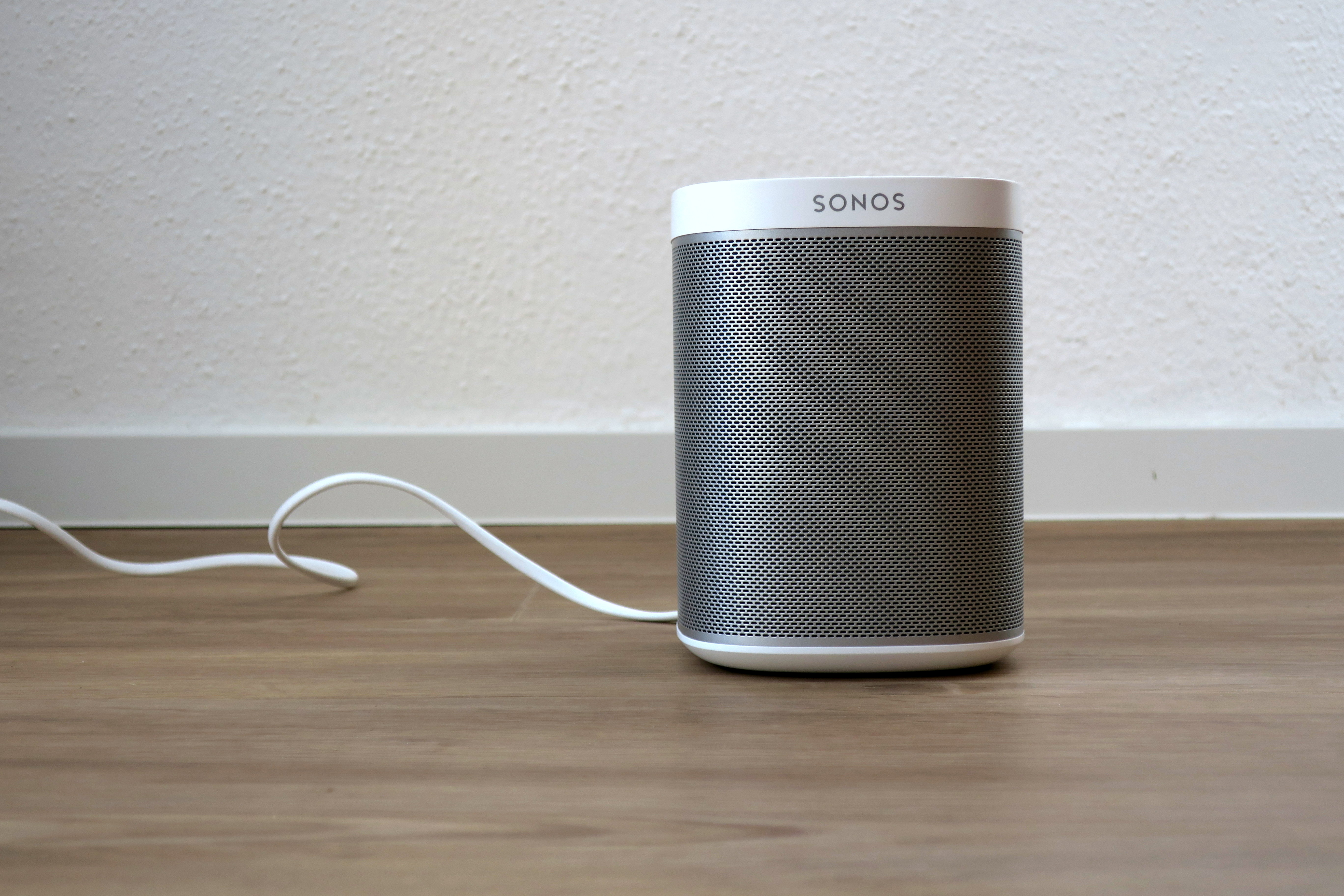
Altavoz inteligente Sonos PLAY 1.

Un altavoz inteligente es un altavoz inalámbrico y dispositivo de comando de voz el cual viene integrado con algún asistente virtual y su inteligencia artificial. Entre los altavoces inteligentes más populares en el mercado se encuentran Echo de Amazon con el 73 % del mercado, Google Home de Google con el 14 % del mercado, Sonos One de Sonos con el 2 % del mercado y HomePod de Apple con el 10 % del mercado.